# 穆爾曼斯基角
穆爾曼斯基角（英語：Cape Murmanskiy）是南極洲的海岬，位於毛德皇后地的阿斯特里德公主海岸，處於列寧格勒島東北面46公里，在1959年由蘇聯探險隊繪入地圖，現時由南極條約體系管理。